# Music (Carole King)
| Recensione                        | Giudizio        |
| --------------------------------- | --------------- |
| AllMusic                          | [ 4 ]           |
| Robert Christgau                  | C+              |
| The New Rolling Stone Album Guide | [ 6 ]           |
| Sputnikmusic                      | 3.8 (Excellent) |
| Ondarock                          | [ 8 ]           |
| Dizionario del Pop-Rock           | [ 9 ]           |
| 24.000 dischi                     | [ 10 ]          |

Music è il terzo album solista della cantautrice statunitense Carole King, pubblicato dall'etichetta discografica Ode Records nel dicembre del 1971.
L'album raggiunse la prima posizione (gennaio 1972) della classifica Billboard 200.
Il brano Sweet Seasons, contenuto nell'album e pubblicato come singolo, raggiunse la nona posizione della Chart Billboard Hot 100.

## Tracce
Lato A
1. Brother, Brother – 2:59 (Carole King)
2. It's Going to Take Some Time – 3:34 (Carole King, Toni Stern)
3. Sweet Seasons – 3:14 (Carole King, Toni Stern)
4. Some Kind of Wonderful – 3:06 (Gerry Goffin, Carole King)
5. Surely – 4:57 (Carole King)
6. Carry Your Load – 2:50 (Carole King)

Lato B
1. Music – 3:52 (Carole King)
2. Song of Long Ago – 2:44 (Carole King)
3. Brighter – 2:50 (Carole King)
4. Growing Away from Me – 3:01 (Carole King)
5. Too Much Rain – 3:34 (Carole King, Toni Stern)
6. Back to California – 3:32 (Carole King)

## Musicisti
- Carole King - voce, pianoforte, celeste elettrico, accompagnamento vocale-cori
- Danny Kootch - chitarra elettrica, chitarra acustica
- Danny Kootch - accompagnamento vocale-cori (brano: Song of Long Ago)
- Charles Larkey - basso elettrico, basso acustico
- Joel O'Brien - batteria
- Miss Bobbye Hall - congas, bongos, tamburello
- Russ Kunkel (con Joel O'Brien) - batteria (brano: Back to California)
- Ralph Schuckett - organo (brani: Sweet Seasons e Surely)
- Ralph Schuckett - pianoforte elettrico (brano: Back to California)
- Ralph Schuckett - celeste elettrico (brano: Growing Away from Me)
- James Taylor - chitarra acustica (brani: Some Kind of Wonderful, Song of Long Ago e Too Much Rain)
- James Taylor - vocal refrain, accompagnamento vocale-cori (brano: Song of Long Ago)
- Abigale Haness - accompagnamento vocale-cori (brani: Some Kind of Wonderful, Surely, Music, Brighter e Growing Away from Me)
- Merry Clayton - woooh finale (brano: Back to California)
- Theresa Calderon - congas (brano: Brother, Brother)
- William Green - woodwinds (brano: Sweet Seasons), flute quartet (brano: It's Going to Take Some Time), makes (brano: Carry Your Load), woodwind choir (brano: Surely)
- William Collette - woodwinds (brano: Sweet Seasons), flute quartet (brano: It's Going to Take Some Time), makes (brano: Carry Your Load), woodwind choir (brano: Surely)
- Ernest Watts - woodwinds (brano: Sweet Seasons), flute quartet (brano: It's Going to Take Some Time), makes (brano: Carry Your Load), woodwind choir (brano: Surely)
- Plas Johnson - woodwinds (brano: Sweet Seasons), flute quartet (brano: It's Going to Take Some Time), makes (brano: Carry Your Load), woodwind choir (brano: Surely)
- Mike Altschul - woodwinds (brano: Sweet Seasons), flute quartet (brano: It's Going to Take Some Time), makes (brano: Carry Your Load), woodwind choir (brano: Surely)
- Oscar Brashear - flicorno (brani: Sweet Seasons e Carry Your Load)
- Curtis Amy - sassofono tenore (brani: Sweet Seasons, Brother, Brother e Music)
- Curtis Amy - flauto elettrico (brano: Surely)

Note aggiuntive
- Lou Adler - produttore
- Hank Cicalo - ingegnere delle registrazioni
- Norm Kinney - assistente ingegnere delle registrazioni
- Roland Young - art direction
- Chuck Beeson - design album
- Jim McCrary - fotografie[15]